# Superliga (herrvolleyboll, Kroatien)
Superliga är den högsta serien för volleyboll i Kroatien och avgör vilka som blir kroatiska mästare. Serien har funnits sedan Kroatien blev självständigt och består av 12 lag. Då Kroatien innan dess var en del av Jugoslavien var den högsta serien Prva liga. Den näst högsta serien är Druga Liga.

## Resultat per år[1]
| Mellan 1991 och 2016 kallades tävlingen 1.A Liga |                    |                    |                          |
| 1991-92 mer information                          | HAOK Mladost       | -                  | -                        |
| 1992-93 mer information                          | HAOK Mladost       | -                  | -                        |
| 1993-94 mer information                          | HAOK Mladost       | -                  | -                        |
| 1994-95 mer information                          | HAOK Mladost       | -                  | -                        |
| 1995-96 mer information                          | HAOK Mladost       | -                  | -                        |
| 1996-97 mer information                          | HAOK Mladost       | -                  | -                        |
| 1997-98 mer information                          | HAOK Mladost       | -                  | -                        |
| 1998-99 mer information                          | HAOK Mladost       | -                  | -                        |
| 1999-00 mer information                          | HAOK Mladost       | -                  | -                        |
| 2000-01 mer information                          | HAOK Mladost       | -                  | -                        |
| 2001-02 mer information                          | HAOK Mladost       | -                  | -                        |
| 2002-03 mer information                          | HAOK Mladost       | -                  | -                        |
| 2003-04 mer information                          | OK Varaždin        | -                  | -                        |
| 2004-05 mer information                          | OK Varaždin        | -                  | -                        |
| 2005-06 mer information                          | HAOK Mladost       | OK Varaždin        | -                        |
| 2006-07 mer information                          | HAOK Mladost       | OK Varaždin        | -                        |
| 2007-08 mer information                          | HAOK Mladost       | MOK Zagreb         | OK Varaždin              |
| 2008-09 mer information                          | MOK Zagreb         | HAOK Mladost       | OK Karlovac              |
| 2009-10 mer information                          | HAOK Mladost       | OK Mladost Kaštela | OK Varaždin              |
| 2010-11 mer information                          | HAOK Mladost       | OK Mladost Kaštela | OK Daruvar               |
| 2011-12 mer information                          | OK Mladost Kaštela | HAOK Mladost       | OK Sisak                 |
| 2012-13 mer information                          | OK Mladost Kaštela | OK Rovinj          | -                        |
| 2013-14 mer information                          | OK Mladost Kaštela | HAOK Mladost       | OK Rovinj                |
| 2014-15 mer information                          | OK Mladost Kaštela | HAOK Mladost       | OK Mladost Brčko         |
| 2015-16 mer information                          | OK Mladost Kaštela | HAOK Mladost       | OK Međimurje Centrometal |
| Sedan 2016 kallas tävlingen Superliga            |                    |                    |                          |
| 2016-17 mer information                          | OK Mladost Kaštela | HAOK Mladost       | MOK Rijeka               |
| 2017-18 mer information                          | HAOK Mladost       | OK Mladost Kaštela | -                        |
| 2018-19 mer information                          | HAOK Mladost       | OK Mladost Kaštela | -                        |
| 2019-20 mer information                          | OK Mladost Kaštela | HAOK Mladost       | OK Mladost Brčko         |
| 2020-21 mer information                          | HAOK Mladost       | OK Mladost Brčko   | -                        |
| 2021-22 mer information                          | HAOK Mladost       | OK Mladost Kaštela | -                        |
| 2022-23 mer information                          | HAOK Mladost       | MOK Mursa Osijek   | OK Mladost Kaštela       |

## Resultat per klubb
| Lag                | Antal titlar | Säsonger |
| ------------------ | ------------ | --- |
| HAOK Mladost       | 22           | 1991-92, 1992-93, 1993-94, 1994-95, 1995-96, 1996-97, 1997-98, 1998-99, 1999-00, 2000-01, 2001-02, 2002-03, 2005-06, 2006-07, 2007-08, 2009-10, 2010-11, 2017-18, 2018-19, 2020–21, 2021-22, 2022-23 |
| OK Mladost Kaštela | 7            | 2011-12, 2012-13, 2013-14, 2014-15, 2015-16, 2016-17, 2019-20 |
| OK Varaždin        | 2            | 2003-04, 2004-05 |
| MOK Zagreb         | 1            | 2008-09 |